# Undersea Defence Technology
Undersea Defence Technology (UDT) ist eine Rüstungsmesse und Fachkonferenz für Unterwasserkriegsführung. Sie fand 2017 zum 30. Mal statt. Ausgerichtet wird die Konferenz von der britischen Firma Clarion Defence and Security. Ihr Motto lautet: „UDT bringt Fachleute aus Militär, Wissenschaft und Industrie zusammen, um sich auf die neuesten Technologien und Entwicklungen in einer der rauesten Umgebungen zu konzentrieren, die der Mensch kennt.“

## Hintergrund
Clarion Defence and Security organisiert Rüstungsmessen für alle Teilstreitkräfte westlicher Armeen. Selbst bezeichnet sich die Firma als führend in der Ausrichtung dieser Konferenzen mit hochrangigen Militärs und politischen Entscheidungsträgern. Die Firma betont die enge Verzahnung von Rüstungsindustrie und den Anwendern in den Streitkräften und bewirbt die Messe u. a. mit dem Hinweis auf den Naval Vessels Market Report 2019-2029 und das angeblich dort prognostizierte weltweite Marktvolumen von voraussichtlich etwa 90 Mrd. USD im von der Messe thematisierten Wirtschaftszweig.
Sowohl auf den Messeständen als auch auf der abgehaltenen Konferenz besteht Fotografier-, Film und Audio-Aufzeichnungsverbot.
Es wurden zur Messe 2018 Eintrittspreise verlangt, die zwischen 50 und 1.850 £ (zu diesem Zeitpunkt etwa 2.088 €) lagen. Lediglich Militärangehörige (in Uniform) und Pressevertreter erhalten freien Zugang. Für die Messe 2020 gelten Eintrittspreise von 90 bis 2.000 £ (etwa 2.320 €).

## UDT 2017
2017 fand die UDT in Bremen statt. Thematisch ging es um Unterwasser-Waffensysteme, Anti-U-Boot-Technologien, Minen-Kampfführung und kritische sicherheitsrelevante Entwicklungen in der Unterwasserkriegsführung. Dazu gehören Terrorismusbekämpfung, der Schutz von Infrastrukturen (Seekabeln) und Schmuggel mit Drogen-U-Booten.
Zu den Ausstellern gehörten eine Reihe von spezialisierten Firmen, jedoch auch die Marine-Bereiche großer Konzerne, wie Saab, Rolls-Royce und ThyssenKrupp. Aus Deutschland stellten Unternehmen wie Rhode & Schwarz, Cassidian Optronics und Atlas Elektronik aus. Weitere Firmen mit regelmäßiger Präsenz sind BAE Systems (BAE Submarines, BAE Underwater Systems), BMT Defence Services, FSSL Robotic Technologies, Holland Hydraulics, Imtech Marine Netherlands, James Fisher Defence Sweden AB, Lockheed Martin, Morgan Technical, Valeport u. a.
Die Veranstaltung 2017 in Bremen war umstritten. Politisch vom Senat (SPD/Grüne) gewollt, lehnten jedoch verschiedene politische Gruppen in der Hansestadt die Veranstaltung ab und plädierten dafür, Bremen zu einer „Friedensmacht“ zu machen. Für das Bremer Friedensforum, das sich als militär- und rüstungskritische Bürgerinitiative versteht, ist die UDT eine Verkaufsveranstaltung für „Waffen, die die Welt nicht braucht.“
Das Eröffnungsreferat hielt der Inspekteur der Deutschen Marine, Vizeadmiral Andreas Krause, Messevorstand war Peter Hauschildt, Leiter Produktmanagement, Forschung & Entwicklung der Abteilung „U-Boote“ von thyssenkrupp Marine Systems.

## UDT 2018
2018 fand die UDT vom 26. bis 28. Juni im schottischen Glasgow statt. Angekündigt waren rund 1.100 Vertreter der Industrie, die mehr als 40 Länder repräsentieren, sowie mehr als 100 VIP-Gäste. Erstmals gab es während der Veranstaltung die „BABCOCK INNOVATION ZONE“, in der neue Technologien und Innovationen im Bereich der Unterwasserverteidigung präsentiert wurden und dabei ein besonderer Fokus auf die Repräsentation von Start-ups und kleinen Unternehmen gelegt wurde. Ziel war es, deren Produkte und Dienstleistungen den technischen Spezialisten und Entscheidungsträgern der weltweit führenden Unternehmen für Unterwasserverteidigung und -sicherheit sowie ihren Kunden zu präsentieren.
Vorsitzender der Konferenz war James Kelly, Technischer Direktor der ATLAS Elektronik UK.

## UDT 2019
Die Messe in Stockholm wurde von 1.500 Fachteilnehmern besucht, wovon etwa die Hälfte aus der Industrie und 20 % aus dem Militärbereich stammten und 40 Länder repräsentierten. Dabei wurde sie nach Angaben des Veranstalters sowohl von der Schwedischen Armee als auch dem Schwedischen Amt für Rüstung und Wehrtechnik unterstützt. Zu den insgesamt sechs Themenbereichen sprachen u. a. Vertreter der Schwedischen Marine, des Australischen Verteidigungsministeriums, der Niederländischen Marine, der Firma ATLAS ELEKTRONIK UK Ltd, des Schwedischen Amtes für Rüstung und Wehrtechnik, des Schwedischen Marinestabes sowie Vertreter des Human Interface Technologies Team der Universität von Birmingham und der schwedischen Königlichen Technischen Hochschule.

## Konferenzen
| Jahr | Ort                                   | Thema |
| ---- | ------------------------------------- | --- |
| 2005 | Amsterdam                             | |
| 2010 | Hamburg                               | |
| 2011 | London                                | |
| 2012 | Alicante                              | |
| 2013 | Hamburg (CCH)                         | Consolidating progress: flexible technologies and innovative, cost-effective solutions in the underwater environment |
| 2014 | Liverpool                             | |
| 2015 | Rotterdam                             | |
| 2016 | Oslo                                  | |
| 2017 | Bremen                                | |
| 2018 | Glasgow                               | Autonome und unbemannte Systeme, kommerzielle Technologien, operative Treiber, Plattform-Design, Sensoren und Verarbeitung, Waffen- und Nutzlastsysteme                                                                          |
| 2019 | Stockholm                             | U-Boot-Technologien, U-Boot-Bekämpfung, Minenkrieg, kritische Entwicklungen bei der Bereitstellung von Sicherheit in der Unterwasserumgebung (Terrorismusbekämpfung, Drogenhandel, Schutz kritischer nationaler Infrastrukturen) |
| 2020 | Rotterdam (geplant, aber ausgefallen) | Teamwork im Unterwasser-Bereich, insbesondere U-Boot- und U-Boot-Abwehrkrieg, Minenkrieg einschließlich Minenabwehrmaßnahmen, Spezialeinheiten, Sicherheit der Unterwasserinfrastruktur, Hafen- und kritische Zugangssicherheit  |
| 2021 | Rostock (geplant, aber ausgefallen)   | – |
| 2022 | Rotterdam                             | KI-unterstützte Sensoren, Antriebssysteme, augmentierende autonome Systeme, Energiespeicherung, Militärisches Tauchen & Meeresbodenkrieg, Kontrollraumdesign und -betrieb, u. a.                                                 |
| 2023 | Rostock                               | Maintaining operational advantage with increased Maritime domain awareness |